# Egebjerg, Odsherreds
Egebjerg är en by i Odsherreds kommun, Själland, Danmark. Byn är belägen 25 km 
från Holbæk. Stadsområdet inkluderar Glostrup. Orten hade 405 invånare år 2021.